# Björknäset
Björknäset är en ort i Sollefteå kommun, Västernorrlands län. Orten klassades som en småort fram till och med år 2000